# Campionati austriaci di ski cross 2020
I Campionati austriaci di ski cross 2020 si sono svolti a Pitztal il 23 novembre del 2019. Il programma ha incluso sia la gara femminile che la gara maschile. 
Trattandosi di competizioni valide anche ai fini del punteggio FIS, vi hanno partecipato anche sciatori di altre federazioni, senza che questo consentisse loro di concorrere al titolo nazionale austriaca.

## Risultati

### Uomini
| Pos. | Atleta            | Nazione     |
| ---- | ----------------- | ----------- |
| 1    | Kevin Drury       | Canada      |
| 2    | Robbie Morrison   | Australia   |
| 3    | Tyler Wallasch    | Stati Uniti |
| 4    | Brant Crossan     | Stati Uniti |
| 5    | Thomas Mayrpeter  | Austria     |
| 6    | Zach Belczyk      | Canada      |
| 7    | Ryo Sugai         | Giappone    |
| 8    | Robert Winkler    | Austria     |
| 9    | Johannes Rohrweck | Austria     |

### Donne
| Pos. | Atleta              | Nazione   |
| ---- | ------------------- | --------- |
| 1    | Marielle Thompson   | Canada    |
| 2    | Tiana Gairns        | Svizzera  |
| 3    | Andrea Limbacher    | Austria   |
| 4    | Zoe Chore           | Canada    |
| 5    | Samy Kennedy-Sim    | Australia |
| 6    | Mariia Dobrova      | Russia    |
| 7    | Ekaterina Maltseva  | Canada    |
| 8    | Katrin Ofner        | Austria   |
| 9    | Courtney Hoffos     | Canada    |
| 10   | Brittany Phelan     | Canada    |
| 19   | Christina Födermayr | Austria   |